# Cvjetni pelud
Pelud ili cvjetni pelud je čista praškasta tvar koju proizvode muške gamete na biljkama. Pelud se sastoji od mnoštva mikrogametofita (polenskih zrnaca). Znanost koja proučava pelud naziva se palinologija i vrlo je korisna u paleoekologiji, palentologiji, arheologiji i forenzici.

## Struktura peluda
Svako zrnce peluda sadrži vegetativne stanice i generativne stanice s dvije jezgre. Zrnca dolaze u različitim oblicima, veličinama i površinskim oznakama osobitim za vrstu biljke. Većina zrnaca je sferičnog oblika. Najmanje zrno peluda proizvode biljke iz roda Myosotis (oko 6 µm).

## Kemijski sastav
U raznim uzorcima peluda pronađeni su sljedeći vitamini: tiamin (B1), riboflavin (B2), piridoksin (B6), nikotinska kiselina, pantotenska kiselina, folna kiselina, askorobinska kiselina (C), karotin, rutin i vitamini E i D. Detaljnom analizom je ustanovljeno da pelud mnogih biljaka sadrži: silicij, sumpor, bakar, kobalt, natrij, željezo, aluminij, kalcij, magnezij, mangan, fosfor, barij, srebro, cink, krom, stroncij i druge mikroelemente. 
U njegov sastav ulaze i razne bjelančevine i slobodne aminokiseline, za organizam važni enzimi katalaza, invertaza i neke organske kiseline, jabučna, vinska i mliječna. Djelovanjem fermenta koje pčele izlučuju prilikom nabijanja peludau saće u peludu dolazi nakon nekoliko tjedana do znatne izmjene tvari. Kemijski sastav i hranjiva svojstva razlikuju se između svježeg peluda i peluda u saću.

## Oprašivanje
Oprašivanje je prenošenje peludnog praha s prašnika na stigmu tučka. Postoji više načina oprašivanja:
- Samooprašivanje
- Oprašivanje pomoću vjetra
- Oprašivanje pomoću vode
- Oprašivanje pomoću životinja

## Pelud u pčelarstvu
Pčele sakupljaju cvjetni pelud zato što sadrži bjelančevine, masti, šećere, vitamine i druge korisne tvari za njegovanje legla. Ako nema dovoljno unosa cvjetnog praha u košnicu pčele zaostaju u razvoju. Peludi raznih vrsta biljaka imaju određene i stalne veličine, boju i oblik. Ako gledamo pod mikroskopom pelud uzet s tijela pčele ili iz meda, po njihovoj veličini i obliku možemo odrediti koje je cvjetove posjetila pčela, odnosno od kojih biljaka potiče med. 
Veličina peludovih zrna raznih biljaka bitno se razlikuju. U većini slučajeva ta zrna dostižu oko 0,015 - 0,050 mm u promjeru, a kod samo malog broja biljaka npr. tikava, 0,15 - 0,20 mm. Po boji peluda može se raspoznati od kojih je biljaka sakupljeno: s maline je bijel, s jabuka je svijetložut, sa suncokreta i žutog kokosa je zlatnožut, s krušaka je crvenožut, s marelice i kestena je tamnocrven, s bijele djeteline je smeđ, s hrasta je žutozelen, s lipe je svijetlozelen, s  facelije je ljubičast i tako dalje.
Cvjetni pelud ili cvjetni prah kao pčelinji proizvod izuzetno je zdrav kao dodatak ljudskoj prehrani.